# Ecnomus illugi
Ecnomus illugi is een schietmot uit de familie Ecnomidae. De soort komt voor in het Australaziatisch gebied.